# 건국훈장

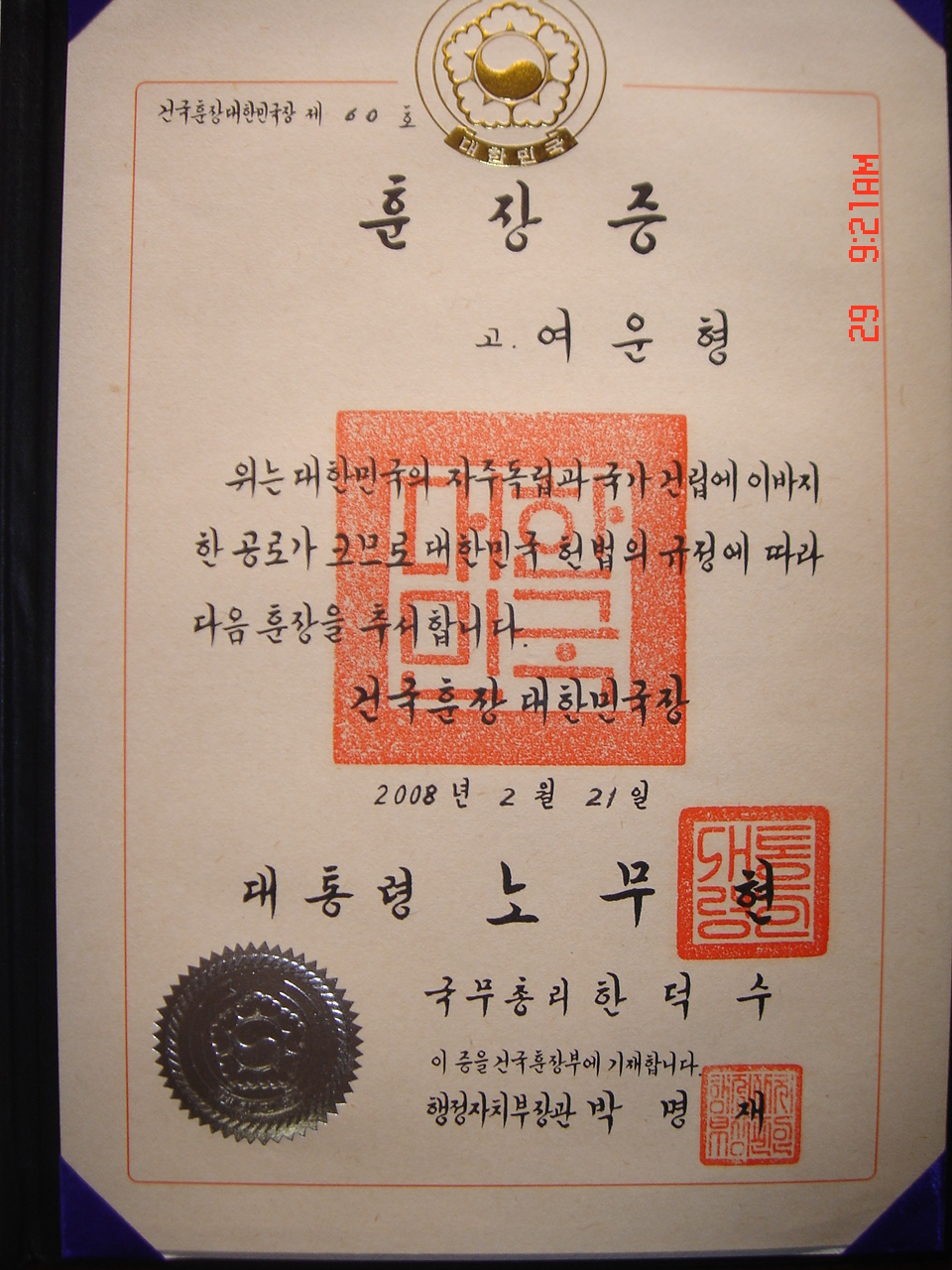
여운형의 건국훈장 훈장증

건국훈장(建國勳章, 영어: Order of Merit for National Foundation)은 〈상훈법〉 제11조에 따라 대한민국의 건국에 공로가 뚜렷하거나, 국가의 기초를 공고히 하는 데에 이바지한 공적이 뚜렷한 사람에게 수여하는 대한민국의 훈장이다. 과거에는 중장(重章), 복장(複章), 단장(單章)의 3등급으로 나누어 수여하였다가 1990년에 <상훈법>이 개정되면서 기존의 3등급에 해당되는 국민장의 명칭이 독립장으로 변경되었고, 4등급의 애국장과 5등급의 애족장이 추가되어 현재, 대한민국장, 대통령장, 독립장, 애국장, 애족장으로 5등급으로 세분화 되었다. 건국훈장 아래의 훈격으로 건국포장과 대통령표창이 있다.

## 역사
건국훈장은 1949년 4월 27일에 대통령령 〈건국공로훈장령〉이 공포되면서 제정되었다. 1963년 12월 14일에 각종 상훈 관계 법령을 통합한 〈상훈법〉이 제정되면서 〈건국공로훈장령〉은 폐지되었다.
최초의 건국훈장 대한민국장은 1949년 8월 15일에 중앙청에서 거행된 건국공로자 표창식에서 대통령 이승만과 부통령 이시영에게 수여되었다. 외국인에게 수여된 최초의 건국훈장 대한민국장은 1953년 1월 28일에 경무대에서 미국 육군 대장 제임스 밴 플리트에게 수여되었다. 대한민국 정부 수립 이후 2017년 1월까지 독립유공자로 건국훈장을 수여받은 사람은 대한민국장 30명, 대통령장 93명, 독립장 806명, 애국장 3,886명, 애족장 5,016명 등 9,831명이고, 건국포장 1,037명, 대통령표창 2,445명 등 총 13,313명이다.

## 등급
| 등급  | 휘장 | 등급명                                           |
| ----- | ---- | ------------------------------------------------ |
| 1등급 |      | 대한민국장 (大韓民國章, Republic of Korea Medal) |
| 2등급 |      | 대통령장 (大統領章, Presidential Medal)          |
| 3등급 |      | 독립장 (獨立章, Independent Medal)               |
| 4등급 |      | 애국장 (愛國章, Patriotic Medal)                 |
| 5등급 |      | 애족장 (愛族章, National Medal)                  |

## 논란
최규하, 장면 등의 정치적 시국에 따라 수여되는 경향도 있어 논란이 있다.

## 같이 보기
- 대한민국의 훈장
- 건국훈장 대한민국장 수훈자 목록
- 건국훈장 대통령장 수훈자 목록
- 건국훈장 독립장 수훈자 목록
- 건국훈장 애국장 수훈자 목록
- 건국훈장 애족장 수훈자 목록